# Monica Frassoni
Monica Frassoni (Veracruz, 10 settembre 1963) è una politica italiana.
Parlamentare europea dal 1999 al 2009, nel 2010 ha co-fondato la European Alliance to save Energy, della quale è l’attuale Presidente, un'organizzazione composta da importanti imprese e organizzazioni della società civile con l’obiettivo di promuovere e sostenere il risparmio energetico e un nuovo modello energetico. È anche membro del comitato direttivo della Coalition of Energy Savings.
Dal 2013 presiede il consiglio di amministrazione del Centro europeo d’assistenza elettorale (ECES), una fondazione privata no-profit creata nel 2010 per realizzare progetti di assistenza elettorale in tutto il mondo.
È inoltre membro del Board of Trustees di "Friends of Europe", uno dei principali centri studi impegnato a promuovere una Europa più inclusiva, sostenibile e lungimirante. Nel 2018 è eletta per la coalizione Ecolo-Greens al Consiglio comunale di Ixelles (Regione di Bruxelles-Capitale), che presiede dal 2020.

## Biografia
Si è Laureata in Scienze Politiche presso l'Università degli Studi di Firenze Cesare Alfieri. La sua carriera politica è iniziata nel 1983, con il Movimento Federalista Europeo. Nel 1987 si trasferisce a Bruxelles, dopo essere stata eletta Segretario Generale della sezione europea dei Giovani Federalisti Europei ("JEF Europe").
Tra il 1991 ed il 1993 viene nominata Presidente della European Co-Coordinating Bureau of Youth NGOs.

### 1999-2009: gli anni al Parlamento europeo

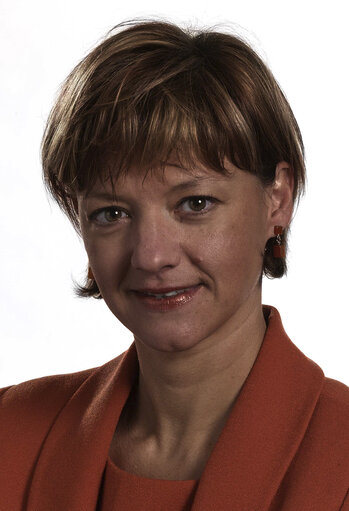
Monica Frassoni al Parlamento europeo

Nel 1990 inizia a lavorare al Parlamento Europeo, per il gruppo Verdi/ALE, occupandosi di questioni costituzionali, stato di diritto, procedure e immunità. In questo ruolo, lavora a stretto contatto con Adelaide Aglietta, Alexander Langer e Paul Lannoye. Monica Frassoni è molto coinvolta nell’attuazione delle nuove competenze legislative del Parlamento europeo, a seguito della riforme istituzionali ratificate con i trattati di Maastricht, Amsterdam e Nizza. 
Nel 1999 è eletta deputata europea per il partito verde francofono del Belgio, Ecolo, diventando la prima politica di nazionalità di un paese della UE ad essere eletta in Belgio e la prima cittadina italiana a essere eletta parlamentare europeo all'estero. Durante questa prima legislatura si occupa di affari costituzionali e diritti umani, seguendo da vicino i negoziati per l'allargamento della UE a Cipro e per la riforma della UE. Si è occupata anche di specifiche questioni ambientali, nell'ambito della dimensione europea in materia di diritto comunitario, quali la tutela del fiume Ebro in Spagna, le infrastrutture ad alta velocità come il tunnel Torino-Lione, i rifiuti a Napoli, le infrastrutture e le concessioni autostradali in Lombardia ecc.
Tra il 2002 e il 2009 è co-Presidente del Gruppo dei Verdi/ALE divenuto il quarto gruppo del Parlamento europeo per numero di deputati. Ancora oggi il gruppo è composto da partiti verdi, regionalisti e progressisti.
Nel giugno 2004, viene rieletta per un secondo mandato con il partito dei Verdi italiani “Federazione dei Verdi”. In questo periodo, mantiene il suo incarico di co-capogruppo. Fa parte della delegazione per le relazioni con il Mercosur, della delegazione per le relazioni con l'Iran e di quella all'Assemblea Parlamentare del Mediterraneo. Per tre anni è stata relatrice della relazione annuale del Parlamento europeo sull'attuazione del diritto comunitario, seguendo da vicino la revisione delle procedure di infrazione effettuate dalla Commissione europea, il lavoro per rendere più trasparente l’influenza delle lobbies sul lavoro del Parlamento Europeo e quello volto a valorizzare la mobilitazione dei cittadini. Ha fatto parte anche del team negoziale del Parlamento europeo nel gruppo di lavoro sulla riforma del Parlamento, guidato da Dagmar Roth-Behrendt, e in quello sull'Accordo Interistituzionale, Legiferare Meglio.
In occasione delle elezioni dell’assemblea costituente in Bolivia nel mese di luglio 2016, è nominata, dall'allora Commissario per le relazioni esterne e la Politica europea di vicinato, Benita Ferrero-Waldner, responsabile della missione di Osservazione elettorale dell'Unione europea. Ha poi ricoperto la medesima carica in Venezuela per le elezioni presidenziali nel dicembre dello stesso anno.
Dal 2003 diviene membro dell'esecutivo, ed in seguito, vicepresidente della Rete parlamentare per Banca Mondiale e Fondo Monetario Internazionale.
Nel 2007 viene candidata dal suo gruppo per la presidenza del Parlamento europeo contro Hans-Gert Pöttering, su un programma verde, a favore del cambiamento e anti-Grande Coalizione. Riceve un numero di voti pari a circa tre volte il numero di membri del suo gruppo.

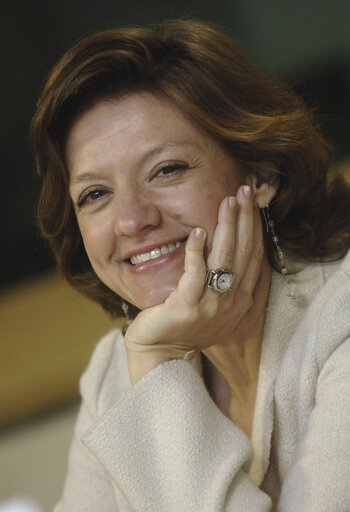
Monica Frassoni nel 2009

### Dal 2009
Nel 2009, dopo la fine del suo secondo mandato al Parlamento europeo, è eletta co-Presidente del Partito Verde Europeo, rieletta poi nel 2012 e nel 2015. Il suo mandato si è concluso nel novembre 2019. In questa veste, nel 2013 viene attivamente coinvolta nell'organizzazione delle prime primarie paneuropee per la nomina del candidato verde alla Presidenza della Commissione europea. Questa campagna è stata un progetto pilota innovativo che ha coinvolto tutti i partiti verdi europei, avente lo scopo di avvicinare ai cittadini la discussione su chi guida l'Unione europea e di “europeizzare” le elezioni per il Parlamento europeo del 2014.
Nel 2010 è inclusa dalla rivista Foreign Policy nella lista dei Top 100 Pensatori Globali, insieme a Marina Silva, Cécile Duflot e Renate Künast, per "aver introdotto nella politica tradizionale politiche verdi".
Nel 2010 co-fonda la European Alliance to Save Energy (EUASE), della quale viene nominata Presidente, una organizzazione multilaterale orientata al mondo dell’impresa che mira a promuovere una normativa a livello UE forte e ambiziosa in materia di energia, con l’obiettivo di rafforzare politiche per la decarbonizzazione della economia Europea.
Nel 2011 entra a far parte del consiglio di amministrazione del Centro europeo d’assistenza elettorale, di cui diventa presidente nel 2013, andando a sostituire il defunto ex presidente e fondatore abate Apollinaire Malu Malu. Il Centro Europo di Assistenza Elettorale (ECES) è una fondazione privata senza fini di lucro, con sede a Bruxelles, con l’obiettivo di promuovere uno sviluppo democratico sostenibile attraverso la fornitura di servizi di consulenza e sostegno operativo ai vari stakeholder durante tutto il ciclo elettorale. Dal 2012 ad oggi ECES sigla 103 contratti in oltre 50 paesi, principalmente in Africa e soprattutto con la Commissione europea e gli Stati membri. In particolare, ECES gestisce due nuovi progetti innovativi della UE in Giordania e Nigeria, volti a favorire una profonda riforma e miglioramento della governance in quei paesi.

### Green Italia

Simbolo di Green Italia

Nel 2014 fonda insieme a Fabio Granata e altri politici ambientalisti Green Italia. Il movimento forma con la Federazione dei Verdi la lista Verdi Europei - Green Italia in occasione delle elezioni europee del 2014.
Nel 2016 è annoverata da Euractive tra i 25 maggiori “influencer” del dibattito intorno alla politica energetica della UE a Bruxelles.
Nel 2018 e 2019 è nominata Ambasciatrice Speciale della EU Sustainable Energy Week.
Il suo impegno politico attuale è diretto alla realizzazione di una "Unione federale", sostenuta da un ri-orientamento radicale delle politiche comunitarie e delle priorità di investimento verso un vero e proprio "Green New Deal"; dall'eliminazione dei poteri di veto per ogni Stato membro della UE; da un ruolo più incisivo per il Parlamento europeo, che dovrebbe essere eletto parzialmente tramite una lista elettorale transnazionale; da un budget UE più sostanzioso. Una UE profondamente riformata può raggiungere le giuste dimensioni e capacità per affrontare le sfide globali di oggi, in particolare per quanto riguarda la lotta contro il cambiamento climatico, la disuguaglianza, l'intolleranza, le migrazioni e il progressivo indebolimento della democrazia e delle libertà nell'Unione europea.

## Impegno politico
Monica Frassoni è attivamente impegnata nelle tematiche di risparmio energetico, di politiche migratorie eque all’interno dell’Unione europea, di diritti umani e d’assistenza ai processi democratici.
È membro dell'esecutivo del Movimento Europeo Internazionale. 
Fa anche parte del gruppo di sei Osservatori Indipendenti nominati dal Segretario del Partito Democratico Enrico Letta.

## Altre attività

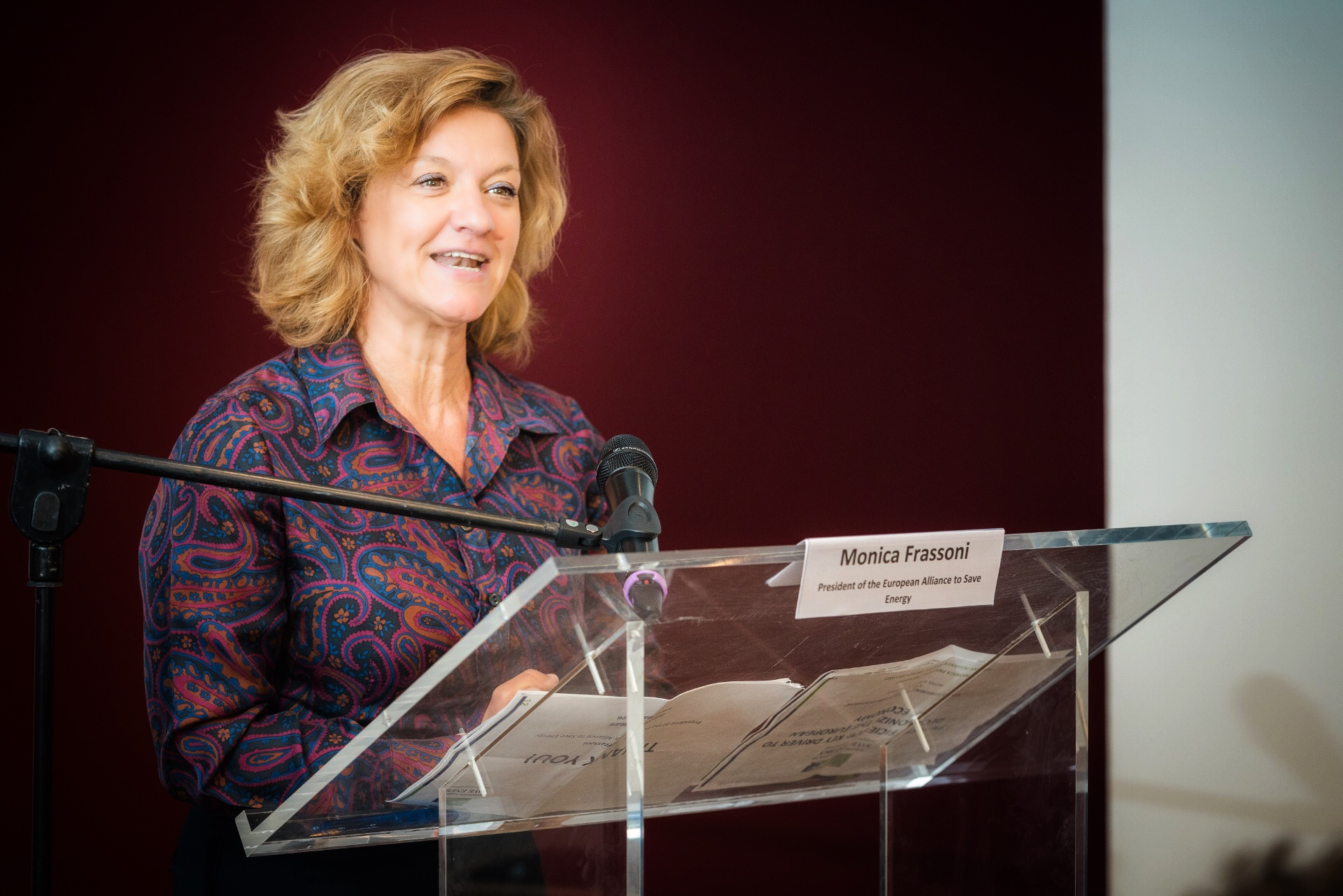
Monica Frassoni nel 2019

Monica Frassoni partecipa regolarmente a eventi pubblici e a seminari accademici in qualità di relatrice. I temi su cui si concentra di più sono: energia sostenibile e risparmio energetico, trasformazione ecologica dell'economia e società globale per combattere l'esclusione e i cambiamenti climatici, democrazia e partecipazione della società civile, in particolare delle donne e dei giovani, al processo decisionale a tutti i livelli.
Nel 2018 ha tenuto un ciclo di seminari sulle istituzioni europee e sul diritto ambientale presso l'Università di Deusto, Bilbao, Spagna.
Nel 2019 ha tenuto un corso speciale su "Lobby e gruppi di interesse nella UE" presso la Scuola Superiore Sant'Anna, Pisa.

## Pubblicazioni
Nel 2010 ha contribuito alla stesura del libro, Europa 2.0 Prospettive ed evoluzioni del sogno europeo, a cura di Nicola Vallinoto e Simone Vannuccini, con un capitolo sulle condizioni per un rilancio del processo costituzionale europeo.
Nel 2012 ha contribuito al libro Un'altra donna è possibile. Voci fuori dal coro nell'Italia del bunga bunga, a cura di Paola Castiglia.
Nel 2014 ha contribuito al libro Un'altra Europa. Sostenibile, democratica, paritaria, solidale, a cura di Silvia Zamboni, con un capitolo sulle sfide del cambiamento climatico e delle politiche energetiche.
Nel 2016 ha contribuito al libro Accountability, Transparency and Democracy in the Functioning of Bretton Woods Institutions, a cura di Elena Sciso, con il capitolo Two concrete experiences.
Nel 2017 ha contribuito al libro Mecanismos de participación ciudadana, una experiencia global a cura di Lic. Gema Morales Martinez e Gerardo Romeo Altamirano, con un capitolo sulle esperienze di democrazia diretta in Italia e nella UE.
Nel 2018 ha coordinato e contribuito al libro Europee: dieci donne che fanno l'Europa, Textus Edizioni, per cui dirige la collana "Le vie da percorrere".
Nel 2019 ha contribuito al rapporto annuale di Legambiente Un Green New Deal per l'Europa: Le idee e le sfide per rilanciare il progetto europeo, a cura di Edoardo Zanchini e Mauro Albrizio, con il capitolo Cambiare la UE per accelerare la transizione verde.
Nel 2021 ha contribuito al dizionario illustrato "L'ABC dell’Europa di Ventotene” (a cura di Nicola Vallinoto e con illustrazioni di Giulia Del Vecchio) con la voce "Zero emissioni di carbonio".
Monica Frassoni è attiva in progetti, eventi e pubblicazioni sul Green Deal europeo, sulle possibili riforme dell'Unione europea, concentrandosi sulla qualità della democrazia e diritti e sulla trasformazione verde dell'economia. Contribuisce con editoriali alla discussione sugli affari europei, sulle politiche energetiche e industriali, sulla migrazione e sulla politica italiana. Pubblica spesso articoli sull’Huffington Post, il Fatto Quotidiano, Euractiv, il Domani, il Giornale di Brescia, lo Green European Journal e sul civico "Le Contemporeanee".

## Riconoscimenti
Nel 2010 Monica Frassoni è stata citata nella Top 100 Global Thinkers list pubblicata dalla rivista americana “Foreign Policy”.
Nel 2016, secondo Euractiv, è stata una tra le 40 figure più influenti a riguardo delle politiche energetiche dell’Unione europea.